# Яблонна (гмина)
Яблонна (пол. Jabłonna) — сельская гмина (волость) в Польше, входит как административная единица в Легионовский повет, Мазовецкое воеводство. Население — 12 016 человек (на 2004 год).

## Демография
| Перепись                       | Всего   | Всего | Женщины | Женщины | Мужчины | Мужчины |
| ------------------------------ | ------- | ----- | ------- | ------- | ------- | ------- |
| Единицы                        | человек | %     | человек | %       | человек | %       |
| Население                      | 12 016  | 100   | 6133    | 51      | 5883    | 49      |
| Плотность населения (чел./км²) | 186,2   | 186,2 | 95      | 95      | 91,1    | 91,1    |

## Сельские округа
1. Божа-Воля
2. Хотомув
3. Домброва-Хотомовска
4. Яблонна
5. Янувек-Други
6. Райшев
7. Скерды
8. Сухоцин
9. Тшчаны
10. Вулька-Гурска

## Соседние гмины
1. Гмина Чоснув
2. Легионово
3. Гмина Ломянки
4. Гмина Непорент
5. Новы-Двур-Мазовецки
6. Варшава
7. Гмина Велишев